# Myopias
Myopias is een geslacht van vliesvleugelige insecten van de familie Mieren (Formicidae).

## Soorten
- M. amblyops Roger, 1861
- M. bidens (Emery, 1900)
- M. breviloba (Wheeler, W.M., 1919)
- M. castaneicola (Donisthorpe, 1938)
- M. concava Willey & Brown, 1983
- M. conicara Xu, 1998
- M. crawleyi (Donisthorpe, 1941)
- M. cribriceps Emery, 1901
- M. chapmani Willey & Brown, 1983
- M. delta Willey & Brown, 1983
- M. densesticta Willey & Brown, 1983
- M. emeryi (Forel, 1913)
- M. gigas Willey & Brown, 1983
- M. hania Xu & Liu, 2012
- M. hollandi (Forel, 1901)
- M. julivora Willey & Brown, 1983
- M. kuehni (Forel, 1902)
- M. latinoda (Emery, 1897)
- M. levigata (Emery, 1901)
- M. lobosa Willey & Brown, 1983
- M. loriai (Emery, 1897)
- M. luoba Xu & Liu, 2012
- M. maligna (Smith, F., 1861)
- M. mandibularis (Crawley, 1924)
- M. mayri (Donisthorpe, 1932)
- M. media Willey & Brown, 1983

- M. menba Xu & Liu, 2012
- M. modiglianii (Emery, 1900)
- M. nops Willey & Brown, 1983
- M. papua Snelling, R.R., 2008
- M. philippinensis (Menozzi, 1925)
- M. ruthae Willey & Brown, 1983
- M. santschii (Viehmeyer, 1914)
- M. shivalikensis Bharti & Wachkoo, 2012
- M. tasmaniensis Wheeler, W.M., 1923
- M. tenuis (Emery, 1900)
- M. trumani (Donisthorpe, 1949)
- M. xiphias (Emery, 1900)